# سولون بورلند
سولون بورلند (به انگلیسی: Solon Borland) سناتور سابق عضو حزب دموکرات ایالات متحده آمریکا بود. وی از سال ۱۸۴۸ تا ۱۸۵۳ میلادی سناتور ایالت آرکانزاس در سنای ایالات متحده آمریکا بود.